# Pavlos Correa
Pavlos Correa (Pafos, 14 de julio de 1998) es un futbolista panameño y chipriota, que juega de defensa. Desde 2025 integra el plantel del Nyíregyháza Spartacus F. C. de la Nemzeti Bajnokság I.

## Trayectoria
Pavlos Correa nació en la ciudad de Colón, de madre chipriota y padre panameño. Formado en las categorías inferiores del Anorthosis Famagusta, debutó en la categoría sub-21 del mismo, un año más tarde realizó su debut profesional en la Primera División de Chipre.

### Anorthosis Famagusta
Debutó el 20 de mayo de 2017 en la derrota 0-1 ante el AEK Larnaca. En la actualidad es una figura indiscutible del club.

### Aris Limassol
Llegó en calidad de préstamo al club de Segunda División de Chipre para la temporada 2018-2019.

### Ethnikos Achnas
El 24 de enero de 2020 llegó en calidad de préstamo por seis meses al club, con el cual disputó ocho partidos en total entre liga y copa.

## Selección nacional
Ha sido internacional con la selección de Chipre sub-19 en una ocasión y con la selección de Chipre sub-21 en 11 ocasiones, de las cuales dos en la clasificación para la Eurocopa Sub-21 de 2019 y otras tantas en la clasificación para la Eurocopa Sub-21 de 2021.
Luego de obtener la nacionalidad panameña por su padre, estuvo en los trámites finales para poder jugar con la selección de fútbol de Panamá. Sin embargo, por reglamento FIFA, al haber jugado en la selección de Chipre sub-21 partidos considerados de Clase A, le impedía poder jugar para otra selección nacional, al ser considerada esta una categoría profesional.
Debutó con la absoluta de Chipre el 5 de junio de 2022 en un partido de Liga de Naciones de la UEFA 2022-23 ante Irlanda del Norte que terminó en empate sin goles.

## Estadísticas
| Club                        | Div.          | Temporada     | Liga  | Liga  | Copa nacional | Copa nacional | Copa internacional | Copa internacional | Total | Total | Media goleadora |
| Club                        | Div.          | Temporada     | Part. | Goles | Part.         | Goles         | Part.              | Goles              | Part. | Goles | Media goleadora |
| --------------------------- | ------------- | ------------- | ----- | ----- | ------------- | ------------- | ------------------ | ------------------ | ----- | ----- | --------------- |
| Anorthosis Famagusta Chipre | 1.ª           | 2016-17       | 1     | 0     | -             | -             | -                  | -                  | 1     | 0     | 0               |
| Anorthosis Famagusta Chipre | 1.ª           | 2017-18       | 0     | 0     | 0             | 0             | -                  | -                  | 0     | 0     | 0               |
| Aris Limassol Chipre        | 2.ª           | 2018-19       | 0     | 0     | 2             | 0             | -                  | -                  | 2     | 0     | 0               |
| Aris Limassol Chipre        | Total         | Total         | 0     | 0     | 2             | 0             | 0                  | 0                  | 2     | 0     | 0               |
| Anorthosis Famagusta Chipre | 1.ª           | 2019-20       | 0     | 0     | 0             | 0             | -                  | -                  | 0     | 0     | 0               |
| Ethnikos Achnas Chipre      | 1.ª           | 2019-20       | 5     | 0     | 3             | 0             | -                  | -                  | 8     | 0     | 0               |
| Ethnikos Achnas Chipre      | Total         | Total         | 5     | 0     | 3             | 0             | 0                  | 0                  | 8     | 0     | 0               |
| Anorthosis Famagusta Chipre | 1.ª           | 2020-21       | 11    | 1     | 3             | 2             | 0                  | 0                  | 14    | 3     | 0,21            |
| Anorthosis Famagusta Chipre | 1.ª           | 2021-22       | 0     | 0     | 1             | 0             | 1                  | 0                  | 2     | 0     | 0               |
| Anorthosis Famagusta Chipre | Total         | Total         | 12    | 1     | 4             | 2             | 1                  | 0                  | 17    | 3     | 0,19            |
| Total carrera               | Total carrera | Total carrera | 17    | 1     | 9             | 2             | 1                  | 0                  | 27    | 3     | 0,12            |

## Palmarés

### Títulos nacionales
| Título         | Club                 | País   | Año  |
| -------------- | -------------------- | ------ | ---- |
| Copa de Chipre | Anorthosis Famagusta | Chipre | 2021 |